# The Festival Girls
The Festival Girls é um filme de drama estadunidense de 1961 dirigido por Leigh Jason e estrelado por Barbara Valentin, Alexander D'Arcy e Scilla Gabel. Foi um dos vários filmes exploitation de baixo orçamento em que a estrela austríaca Valentin apareceu durante o início dos anos 1960. As filmagens em locações ocorreram em vários festivais de cinema europeus. Estreou na Alemanha Ocidental em 1961 e foi exibido pela primeira vez nos Estados Unidos no ano seguinte. Teve problemas de censura em várias cidades estadunidenses.

## Sinopse
Larry Worthington, um produtor de cinema azarado, descobre Valentine, uma jovem modelo que é resgatada meio afogada do mar em frente ao seu hotel europeu. Ele a escala para seu último filme, que depois ganha as principais honras do Festival de Cinema de Veneza apenas para provocar a ira de Nadja.

## Elenco
- Barbara Valentin como Valentine
- Alexander D'Arcy como Larry Worthington
- Scilla Gabel como Nadja
- Alain Dijon como Dirk Vangard
- Eduard Linkers como Jerome
- Regina Seiffert como Liz
- Janez Cuk como Gerente de Hotel
- Franek Trefalt como George
- Demeter Bitenc como Membro do Júri
- Ute Böhnig como Estrela
- Anita Semmler como Estrela
- Helga Liotta como Estrela